# Amauta
Les Amautas étaient, au temps de l’empire inca puis de la conquête espagnole, ceux qui avait en charge l’éducation des jeunes nobles de l’empire. Le terme vient du quechua amawt'a ou hamawt'a : « maître », « savant », mais aussi « devin », « poète ».
Selon Fray Martin de Murua, l’éducation de ces enfants se déroulait dans le « Yachaywasi » ou Maison de la connaissance, situé à Cuzco, où les enfants de nobles suivaient les cours. Les enseignements des Amautas portaient sur la morale, la religion, l’histoire et l’administration de l’empire. Les amautas enseignaient également les mathématiques, la science, la connaissance du vivant et de l’univers (croyances andines), l’histoire Inca et le langage Quechua.
Le « Yachaywasi » est un bâtiment fondé par le Sapa Inca VI Inca Roca. Ce type d’école prospéra au même rythme que l’empire inca.